# Ekaterina Zaharieva
Ekaterina Spasova Gečeva-Zaharieva (bolgarsko Екатерина Спасова Гечева-Захариева), bolgarska političarka, * 8. avgust 1975, Pazardžik.
Je bolgarska političarka, od leta 2024 evropska komisarka za startupe, raziskave in inovacije. Od leta 2017 do 2021 je bila podpredsednica bolgarske vlade in dvakrat od leta 2013 do 2014. Članica stranke GERB je bila tudi ministrica za zunanje zadeve med letoma 2017 in 2021, ministrica za pravosodje od 2015 do 2017, ministrica za regionalni razvoj dvakrat od 2013 do 2014 in poslanka državnega zbora od 2021 do 2024.

## Zgodnje življenje in izobraževanje
Zaharieva se je rodila leta 1975 v Pazardžiku. Na lokalni fakulteti se je naučila tekoče govoriti nemško, nato se je vpisala na univerzo v Plovdivu, kjer je diplomirala iz prava. Sledil je magistrski študij prava.

## Kariera
Do leta 2003 je delala kot odvetnica. Nato je postala pravna svetovalka Ministrstva za okolje in vode. Leta 2007 je postala direktorica pravnih, upravnih in regulativnih služb.
V politiko je vstopila leta 2009 in postala namestnica ministra za regionalni razvoj pri ministru Rosenu Plevnelijevu. Ko je Plevneliev postal predsednik Bolgarije, jo je od marca do maja 2013 izbral za eno od podpredsednikov vlade. Bila je začasna namestnica predsednika vlade Marina Raykova v bolgarski vladi.
Leta 2013 je bila ministrica za regionalni razvoj. Od 18. decembra 2015 je do 27. januarja 2017 opravljala funkcijo ministrice za pravosodje. Zunanja ministrica Bolgarije je postala 4. maja 2017.
Avgusta 2024 jo je bolgarska vlada poleg Juliana Popova imenovala za komisarsko kandidatko v II. komisiji Ursule von der Leyen. Bolgarija je bila edina država, ki je sledila zahtevi Von der Leyenove, naj imenuje dva kandidata. Zaharievo je bila izbrana in predlagana za naslednjo komisarko za startupe, raziskave in inovacije, mandat je nastopila s 1. decembrom 2024.